# Шойерер, Отто

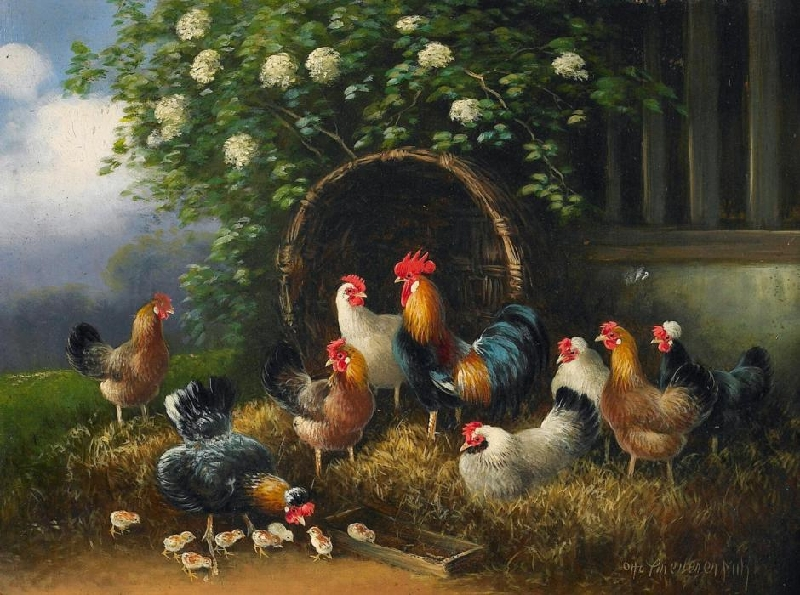
Стая кур

Отто Шойерер — немецкий художник-анималист. Младший брат художник-анималист Юлиус Шойерер (1859—1913) работал в Мюнхене.
Отто Шойерер научился живописи как самоучка, возможно, с помощью своего брата Юлиуса. Затем он учился у Карла Раупа, при этом в списке студентов Академии изящных искусств в Мюнхене не значился.
Шойерер был членом Общества художников в Мюнхене. Примером для его картин были голландские старые мастера. Наряду с домашней птицей он также рисовал сцены охоты. В его ранних работах заметно влияние баварских мастеров.